# Periclina conspersata
Periclina conspersata är en fjärilsart som beskrevs av Paul Dognin 1900. Periclina conspersata ingår i släktet Periclina och familjen mätare. Inga underarter finns listade i Catalogue of Life.